# Olle Adrin

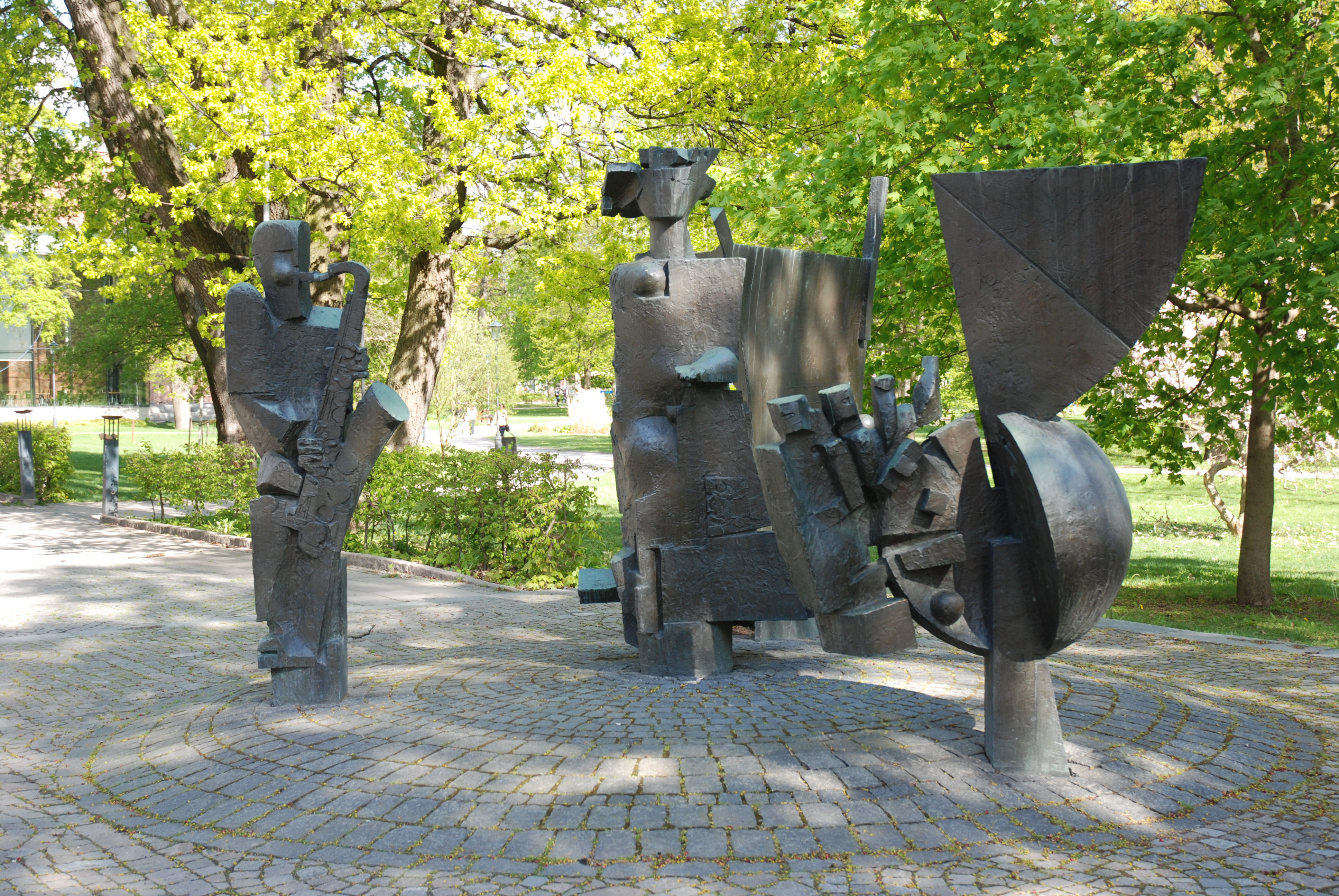
Borgarna, utanför Västerås stadshus.

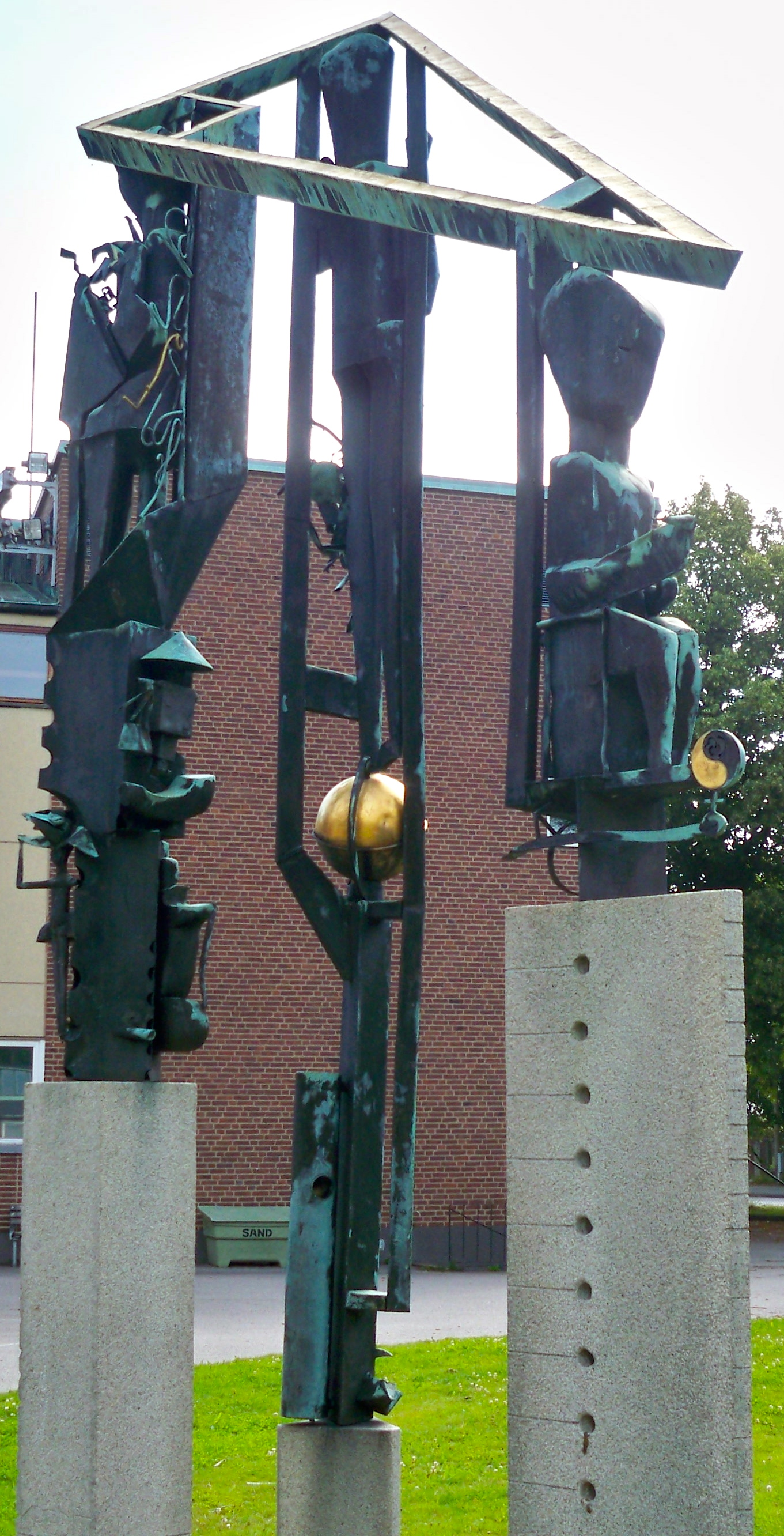
Pythagoras sats i Borås.

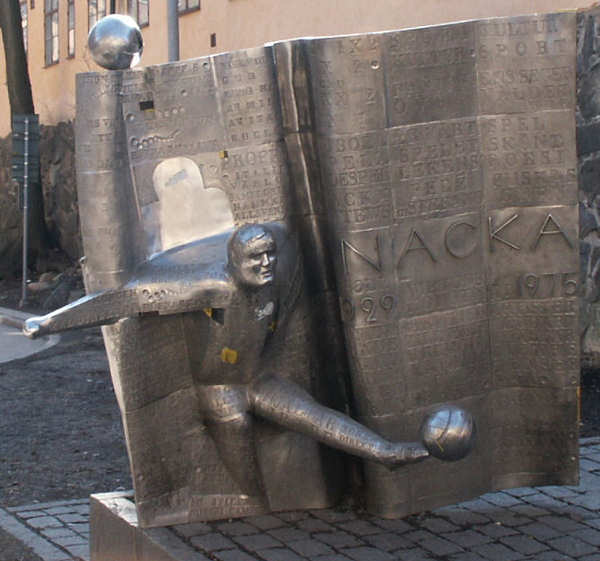
Vi ses vid målet i Stockholm.

Nils Olov (Olle) Adrin, född 29 juli 1918 i Svedvi, Hallstahammar, Västmanland, död 25 mars 1988 i Stockholm,  var en svensk skulptör. 

## Verksamhet
Olle Adrin utbildade sig först till maskinmodellbyggare och sedan till trä- och stenbildhuggare. Därefter studerade han vid Tekniska skolan och Konsthögskolan i Stockholm. Han var lärare vid Konstfack 1946–84 och fick professors namn 1984.
Olle Adrin skapade huvudsakligen offentliga verk och finns representerad i stadsmiljön i ett flertal städer i Sverige. I Stockholm finns några av hans mest kända verk. Sinnenas ledstång vid Blindinstitutet i Tomteboda är en omkring 50 meter lång fresk, gestaltad i olika material. Skulpturen vänder sig både till seende och blinda. Här som i många andra fall är det ett taktilt verk. De blinda kan följa verket med sina händer och känna form och struktur. 
Sensoriska rum var en annan sida av Olle Adrins skapande; konstverk som man upplevde inifrån. Tillsammans med tonsättaren Leo Nilsson skapade Olle Adrin på 1960-talet ett rum med ljud, ljus och former på utställningen Feel it i New York på Museum of Contemporary Art. Han representerade på 1980-talet Sverige vid Venedigbiennalen med ett rum med vatten som tema. Plexiglasskivor, rinnande vatten, skapade former och ljud i en stor installation, som också visades på Kulturhuset i Stockholm.
På Eriksdalsbadet vid den stora utomhusbassängen finns ett av Olle Adrins andra verk i Stockholm, en stor lekskulptur i betong, rostfritt stål, gummi och glasfiber. Denna skulpturgrupp väger 52 ton. På Södermalm finns också hans kanske folkkäraste skapelse Vi ses vid målet, en hyllning i rostfritt stål till fotbollsspelaren Nacka Skoglund. Här samlas fotbollsälskare varje jul för att hedra Nackas minne, med en Hammarbyschal om halsen och rosor i famnen på Olle Adrins skulptur.
Olle Adrin var också medaljkonstnär. Medaljer i material som plexiglas, pulvermetall, bly förutom brons, silver och guld var uttryck för hans kreativitet och materialkänsla. Han skapade många minnesmedaljer, till exempel en jubileumsmedalj för Operan i Stockholm, och en för Carl von Linné.
Olle Adrins sista verk kom aldrig till utförande i full skala. Till minnet av Olof Palme var Olle Adrin utsedd att uppföra skulpturen Fredsgloben på Norra Bantorget i Stockholm. Han insjuknade dock och avled efter några månader efter det att arbetet påbörjats i hans ateljé. Modellen till Fredsgloben står utställd på City Conference vid Norra Bantorget. (I stället uppfördes skulpturen Mitt hjärta i världen av Nils Dahlgren.)
Olle Adrin var också musiker i sin ungdom och spelade bas och kornett i ett av den tidens populära dans- och jazzorkestrar. B-kornetten följde honom genom livet även efter orkestertiden.
Arkitektur var ett annat intresse. Hans restaurering av ett fiskeläge i ruiner i Hamra på Gotland på 1950-talet återges fortfarande i tidskrifter och böcker. Olle Adrin restaurerade också bondgården Lilla Sindarve i Hamra på Gotland, som vid hans död köptes av fågelmålaren Lars Jonsson.

## Offentliga verk i urval
- Pythagoras sats, koppar och granit, 1955-56, Särlaskolan, Borås.[1]
- Borgarna, brons, 1957-61, utanför Västerås stadshus
- Sinnenas ledstång, 1962-63, Blindinstitutet i Tomteboda i Stockholm
- Poetisk maskin, 1967, Parkgatan 25 i Hallstahammar
- Naturmaskin, 1969, torget i Handens centrum
- Spelande fontän, akrylglas, 1970-71, Karolinska Universitetssjukhuset Huddinge
- Höga visan, Borås
- Vi ses vid målet, minnesmärke över Nacka Skoglund, rostfritt stål, 1983-84, Södermalm i Stockholm
- Ljusturbin, datastyrd färgskulptur, Skellefteå
- Naturmaskin, brons och tegel, Bostadsrättsföreningen Lärkträdet i Haninge
- Borgare, Vasaparken i Stockholm
- Altarkorset i Näsbyparks kyrka, 1980

- Adrin finns representerad vid bland annat Kalmar konstmuseum[2], Nationalmuseum[3] och Moderna museet[4] i Stockholm.

## Fotnoter
1. ↑  Pythagoras sats stals i december 2015, enligt Borås Tidning (2016-01-15, s 4). Kvar finns bara granitfundamenten. Polisen har avskrivit ärendet i brist på spår.
2. ↑  Kalmar konstmuseum
3. ↑  Nationalmuseum
4. ↑  Moderna museet